# Casa Oliva (Capellades)
La Casa Oliva és una obra de Capellades (Anoia) protegida com a Bé Cultural d'Interès Local.

## Descripció
Casa de planta baixa i dos pisos, situada al carrer Major, eix principal del nucli urbà. Es cobreix amb coberta de teula àrab a dues vessants amb el carener paral·lel a la façana. La vessant és acabada amb imbricació de maó, canal i baixant fins a mitja planta baixa. La façana és composta simètricament segons dos eixos, amb obertures de proporció vertical, tancades amb persianes de corda. Els balcons estan protegits amb baranes de ferro forjat de brèndoles verticals. El portal d'entrada és amb carreus de pedra i arc rebaixat, i en la clau hi ha gravada la data "1801". Està tancat amb porta de fusta de dues fulles batents, amb picaporta i revestida de xapa metàl·lica. El parament de façana és arrebossat i pintat de color ocre, i es troba en un estat de conservació regular.